# Pacte de sang hongarès

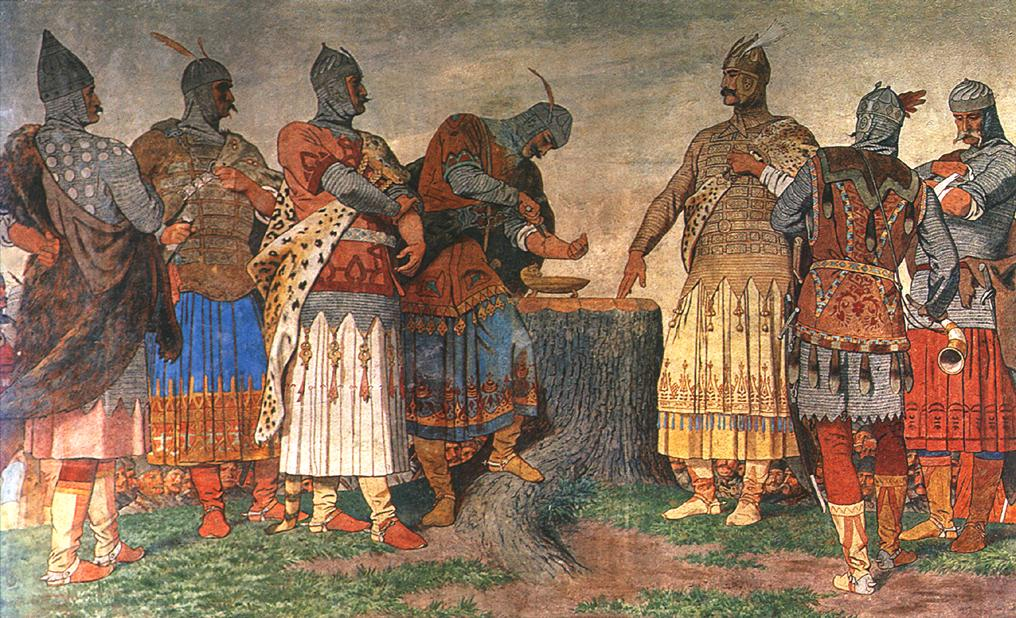
El pacte de sang. Obra de Bertalan Székely (pintada entre el 1895 i el 1897).

El pacte de sang (en hongarès vérszerződés), segons la tradició hongaresa, és el primer tractat que van dur a terme els magiars a les acaballes del segle ix. Tot d'autors medievals narraren que el pacte fou concertat a la regió d'Etelköz, on els hongaresos que duien un estil de vida seminòmada errant des d'Àsia decidiren escollir un líder suprem. Les set tribus hongareses (Nyék, Megyer, Kürt-gyarmat, Tarján, Jenő, Kér i Keszi) conduïdes per llurs set caps, Álmos, Előd, Kond, Tas, Huba, Töhötöm i Ond, ompliren un gerro amb llur sang, barrejant-la simbòlicament com a símbol d'unió fraternal i escollint el primer cabdill com a llur comandant suprem.
Antigament els juraments hongaresos d'abans de la cristianització se solien ratificar públicament amb el pacte de sang. El contingut exacte d'aquest tractat només s'especifica amb detalls a les cròniques medievals posteriors.

## Tradició històrica
Els documents històrics ubiquen aquest pacte a finals del segle ix, durant l'època en què governà el príncep Álmos d'Hongria. L'autor anònim medieval de la Gesta Hungarorum i escribà del rei Béla III d'Hongria descriu l'esdeveniment de la següent forma: "Quan els hongaresos abandonaren la regió de Levèdia i partiren cap a Etelköz, seguint el consell del príncep dels khàzars, escolliren un cap únic d'entre ells: Álmos, a qui varen jurar llur lleialtat, bo i fent complir la tradició pagana de buidar sang en un gerro".

## Contingut del pacte de sang
- 1. Que la família governant sigui sempre descendent del príncep Álmos.
- 2. Que ningú no quedi exclòs de totes les coses bones que algun dels hongaresos pugui obtenir durant les seves fites.
- 3. Que tots els que varen escollir lliurement Álmos siguin respectats, i llur consell i rellevància al país no sigui ignorat per ningú.
- 4. Si algun dels descendents desobeeix el príncep, que pagui amb la seva sang.
- 5. Si algú desitja profanar el dret hereditari d'Álmos i dels seus descendents, que quedi maleït eternament.

Molts historiadors, com István Nemeskürty, afirmen que aquest text redactat per l'escribà anònim de Béla III probablement estava més relacionat amb els esdeveniments propis de la seva època a finals del segle xiii que amb els reals del segle ix. Per quan l'autor vivia, els drets presents a la Butlla d'or de 1222 d'Andreu II d'Hongria estaven plenament vigents.